# Impunidade
Impunidade é um conceito que pode ter um sentido objetivo (técnico) ou um sentido subjetivo (ligado a impressões individuais).
Do ponto de vista técnico, a impunidade consiste no não-cumprimento de uma pena por alguém formalmente condenado em virtude de um delito. Impunidade, nesse sentido, pressupõe, pelo menos, três premissas:
- a certeza do delito: se uma pessoa "parece" culpada e está em liberdade, não se pode dizer que, tecnicamente, ela esteja impune;
- o julgamento competente: somente uma Corte habilitada, obedecendo aos procedimentos previstos nos códigos de processo, pode determinar a punição;
- o desfecho do julgamento: se a impunidade decorre da não-aplicação de uma pena, ela só vai existir quando o processo estiver concluído.

Do ponto de vista subjetivo, a impunidade consiste na sensação compartilhada entre os membros de uma sociedade no sentido de que a punição de infratores é rara e/ou insuficiente. Disso deriva uma cultura marcada pela ausência de punição ou pela displicência na aplicação de penas. Nessa “definição”, podem ser incluídos casos que não se enquadram no aspecto técnico acima descrito:
- Lentidão excessiva no julgamento, que oferece ao suspeito mais liberdade do que "mereceria";
- Penas mais brandas do que as esperadas pela sociedade ou parte dela.

A rigor, a distinção entre impunidade e morosidade da Justiça é subjetiva, tanto quanto a percepção sobre a gravidade da pena atribuída ao infrator. Em ambos os casos, ocorrem avaliações sem critérios objetivos pré-definidos e, por isso, sujeitas à opinião de cada pessoa. Obviamente, pode-se argumentar que existiria um valor quantitativo nessa avaliação - ou seja: se a maioria da população julga que uma pena é branda ou que a Justiça é lenta, isso seria suficiente para identificar a existência da impunidade. Entretanto, além de essa "quantidade de opiniões" ser imprecisa, é controversa, no Direito, a ideia de que a razão legal deva derivar do clamor público, às vezes marcado por forte grau de irracionalidade.
Outra compreensão subjetiva de impunidade diz respeito a situações em que o próprio sistema judiciário absolve alguém que seja "sabidamente" culpado. Mais uma vez, trata-se de uma percepção pessoal, uma vez que não existiriam formas externas à Justiça para determinar a responsabilidade de alguém suspeito de um delito. A opinião pública, eventualmente estimulada por certas informações ou avaliações difundidas pelos meios de comunicação, pode acabar fazendo um pré-julgamento em que considera culpado um indivíduo que a Justiça absolveu, ou seja, de acordo com o que se fala no texto, impunidade no modo subjetivo não passa apenas de uma visão povo, onde qualquer pena ou atitude tomada pelos que comandam a decisão da sentença a ser tomada, ou que estão envolvidos no caso de maneira a acusar o réu são inversa da vontade do povo, pode-se dizer que será declarada a impunidade de tal situação.
A impunidade se revela como conseqüência da ineficiência do sistema penal, porque a lei penal foi criada como forma de tutelar os bens jurídicos importantes, e a falta de punição consubstancia em afronta à sociedade que abriu mão da vingança privada para ter seus conflitos de interesses equacionados pelo estado.